# Укок (альбом)
«Укок» — совместный студийный альбом русской фолк-группы «Рада и Терновник» и Ногона Шумарова, исполнителя горлового пения, изданный в 2013 году. Является зафиксированной в студии концертной программой группы и состоит из песен группы разных лет и четырёх новых композиций.

## Список композиций
Все песни написаны Радой Анчевской
| №   | Название                    | Длительность |
| --- | --------------------------- | ------------ |
| 1.  | «А не быть ветрам»          | 8:40         |
| 2.  | «Птица»                     | 4:47         |
| 3.  | «Чудо чудное»               | 4:30         |
| 4.  | «Холодно»                   | 5:34         |
| 5.  | «На перекрестии трёх дорог» | 3:07         |
| 6.  | «Саламандра»                | 4:52         |
| 7.  | «Вопленица»                 | 5:40         |
| 8.  | «Крылья»                    | 4:42         |
| 9.  | «Огнём и мечом»             | 2:50         |
| 10. | «Улетая»                    | 5:03         |
| 11. | «А придёт пора»             | 3:11         |
| 12. | «Колыбельная змеи»          | 2:17         |
| 13. | «Потемнело»                 | 3:57         |
| 14. | «А не что-то — всё исчезло» | 5:32         |
| 15. | «Этническая»                | 14:20        |

## Участники записи
- Рада — вокал, бубен, кугиклы, караталы
- Ногон Шумаров — горловое пение, варган, топшур
- Владимир Анчевский — гитара, гонг, бубен
- Владимир Кисляков — бас-гитара
- Таисия Кислякова — виолончель, барабан, бубен
- Дмитрий Синельников — барабаны
- Анжела Манукян — вокал (14)